# Dendrophthora excisa
Dendrophthora excisa är en sandelträdsväxtart som beskrevs av Ignatz Urban. Dendrophthora excisa ingår i släktet Dendrophthora och familjen sandelträdsväxter. Inga underarter finns listade i Catalogue of Life.